# Philodromus roseus
Philodromus roseus là một loài nhện trong họ Philodromidae.
Loài này thuộc chi Philodromus. Philodromus roseus được Kyukichi Kishida miêu tả năm 1914.